# 哈康·巴尔斯塔
汉斯·哈康·巴尔斯塔（挪威語：Hans Håkon Balstad，1904年9月12日—1964年9月30日）是挪威公务员，曾任斯瓦尔巴总督，同时也是任职时间最长的斯瓦尔巴总督。

## 生平
巴尔斯塔于1904年9月12日出生在挪威格吕厄，父亲斯泰因·巴尔斯塔（Stein Balstad）是位作家。1928年，他获得法学学位，并在接下来的一年内担任法官助理。1929年，他转任教会事务部办事员。1939年至1940年，他还担任挪威作家协会秘书。二战期间，他在贸易部任职。挪威遭德国占领后，他与许多官员撤至伦敦。
1945年二战结束后，巴尔斯塔被任命为斯瓦尔巴总督。随后，他与未婚妻丽芙·巴尔斯塔德搬到此地。丽芙后来出版一本书，这本书记录了她在斯瓦尔巴的生活琐事。斯瓦尔巴人口稀少，巴尔斯塔上任之初仅有数百人，因此他还兼公证人、警察局长、法官和县专员。
斯瓦尔巴建筑大部分都被德军摧毁，因此巴尔斯塔上任初期主要将精力放在重建工作上。由于总督府也在战火中受损，巴尔斯塔和丽芙只能居住在老鼠横行、家具破旧的瑞典兵营里。他曾尝试向挪威政府寻求帮助，但未能成功。最后，他自掏腰包雇佣建筑师在朗伊尔城建新的总督府，并于1950年竣工。
巴尔斯塔在百姓中深受爱戴。《Country Life》评价他「是头咆哮的公牛且酒量惊人」。《The Contemporary Review》评价他「胸膛宽阔，嗓音浑厚，像只哈士奇」。《Nordlys》则评价他和蔼可亲和善于交际，在国内外广交好友。
巴尔斯塔共担任11年总督，是任职时间最长的斯瓦尔巴总督。他在卸任后回到了挪威本土。回国后，他在克里斯蒂安桑地方法院担任法官。晚年的他身体不佳，并于1964年9月30日在加那利群岛特内里费岛旅游时逝世，享年60岁。